# Подлужный, Леонид Ефимович
Леони́д Ефи́мович Подлу́жный (26 июня 1928, д. Ходосов 1, Мстиславский район, Оршанский округ, БССР, СССР — 4 августа 2012, агр. Мушино, Мстиславский район, Могилёвская область, Белоруссия) — комбайнёр совхоза «Победа» Мстиславского района Могилёвской области (Белорусская ССР), Герой Социалистического Труда (1966).

## Биография
Родился 26 июня 1928 года в деревне Ходосов 1, центре Ходосовского сельсовета Мстиславского района Оршанского округа БССР (ныне агрогородок Ходосы Мстиславского района Могилёвской области Беларуси) в семье крестьян, работавших в местном совхозе «Перемога» («Победа»). По национальности белорус.
Учился в местной неполной средней школе, после начала Великой Отечественной войны вместе с матерью-дояркой помог перегнать совхозных коров в тыл — в Саратовскую область РСФСР.
Осенью 1941 года трудоустроился разнорабочим в совхоз «Правда» Ртищевского района Саратовской области. В 1944 году вернулся из эвакуации и восстанавливал родной совхоз «Перемога», разрушенный в период немецкой оккупации. С 1949 по 1952 год служил в Советской Армии, после демобилизации работал в «Перемоге» кузнецом. С 1953 по 1954 год прошёл курсы механизатора в Сталинградской (ныне — Волгоградской) области РСФСР, после вернулся в совхоз и работал в нём по полученной специальности — комбайнёром. За короткий период работы овладел профессиями комбайнёра, тракториста, шофёра, слесаря, научился водить погрузчик и экскаватор. Одним из первых удостоится почётного звания «Ударник коммунистического труда». Был инициатором движения за аккуратное отношение к технике и максимально эффективное её использование. В 1964 году вступил в КПСС.
Указом Президиума Верховного Совета СССР от 23 июня 1966 года «за успехи, достигнутые в увеличении производства к заготовок ржи, пшеницы, гречихи и других зерновых и кормовых культур» удостоен звания Героя Социалистического Труда с вручением ордена Ленина и золотой медали «Серп и Молот».
Работал в родном совхозе до выхода на пенсию в конце 1980-х годов.
Неоднократно избирался депутатом Мушинского сельского Совета депутатов трудящихся (с 1977 года — народных депутатов).
Жил в деревне (ныне — агрогородок) Мушино Мстиславского района. Умер 4 августа 2012 года.
Награждён орденом Ленина (23.06.1966), медалями.